# Елітсерія з хокею 1931—1932
Елітсерія: 1931—1932 — 5-й сезон у Елітсерії, що була на той час найвищою за рівнем клубною лігою у шведському хокеї з шайбою.
У чемпіонаті взяли участь 8 клубів. Турнір проходив у два кола.
Переможцем змагань став клуб АІК Стокгольм.

## Турнірна таблиця
|   | Команда                    | І  | В  | Н | П | Ш       | О  |
| - | -------------------------- | -- | -- | - | - | ------- | -- |
| 1 | АІК Стокгольм              | 14 | 11 | 1 | 2 | 42 - 12 | 23 |
| 2 | «Гаммарбю» ІФ (Стокгольм)  | 14 | 9  | 3 | 2 | 37 - 13 | 21 |
| 3 | Седертельє СК              | 14 | 6  | 4 | 4 | 18 - 12 | 16 |
| 4 | ІК «Йота» (Стокгольм)      | 14 | 5  | 3 | 6 | 22 - 24 | 13 |
| 5 | «Юргорден» ІФ (Стокгольм)  | 14 | 4  | 3 | 7 | 18 - 26 | 11 |
| 6 | ІК «Гермес» (Стокгольм)    | 14 | 4  | 3 | 7 | 17 - 38 | 11 |
| 7 | «Карлбергс» БК (Стокгольм) | 14 | 4  | 2 | 8 | 26 - 36 | 10 |
| 8 | Нака СК                    | 14 | 1  | 5 | 8 | 12 – 31 | 7  |